# Vivian Henry Bruce Majendie
Vivian Henry Bruce Majendie, britanski general, * 20. april 1886, † 13. januar 1960.